# Judgment Day (2000)
Judgment Day (2000) foi um evento de luta profissional promovido pela World Wrestling Federation (WWF) em formato pay-per-view. Aconteceu em 21 de maio de 2000 no Freedom Hall em Louisville, Kentucky, sendo patrocinado pelo 3DO. Este foi o primeiro evento na cronologia do Judgment Day e o sexto pay-per-view de 2000 no calendário da WWF.

## Resultados
| Nº                                          | Resultados                                                                                              | Estipulações                                                                 | Tempo   |
| ------------------------------------------- | --- | ---------------------------------------------------------------------------- | ------- |
| Heat                                        | The British Bulldog derrotou Joey Abs                                                                   | Luta individual                                                              | 4:28    |
| Heat                                        | Essa Rios e Lita derrotaram Kaientai (Taka Michinoku e Funaki)                                          | Luta de duplas mistas                                                        | 5:02    |
| Heat                                        | The Godfather derrotou D'Lo Brown                                                                       | Luta individual                                                              | 3:40    |
| 1                                           | Too Cool (Scotty 2 Hotty, Grandmaster Sexay e Rikishi) derrotou Team ECK (Kurt Angle, Edge e Christian) | Luta de trios                                                                | 9:46    |
| 2                                           | Eddie Guerrero (c) (com Chyna) derrotou Perry Saturn e Dean Malenko                                     | Luta Triple Threat pelo WWF European Championship                            | 7:57    |
| 3                                           | Shane McMahon derrotou Big Show                                                                         | Luta Falls Count Anywhere                                                    | 7:12    |
| 4                                           | Chris Benoit (c) derrotou Chris Jericho                                                                 | Luta de submissão pelo WWF Intercontinental Championship                     | 13:27   |
| 5                                           | D-Generation X (Road Dogg e X-Pac) (com Tori) derrotou The Dudley Boyz (Bubba Ray e D-Von Dudley)       | Luta de mesas duplas                                                         | 10:55   |
| 6                                           | Triple H (com Stephanie McMahon-Helmsley) derrotou The Rock (c) por 6–5                                 | Luta Iron Man pelo WWF Championship com Shawn Michaels como árbitro especial | 1:00:00 |
| (c) – Refere-se aos campeões antes da luta. | |                                                                              |         |